# Góry Centralne (Nowa Gwinea)
Góry Centralne (ang. Central Range, Central Cordillera) – łańcuch górski ciągnący się przez wyspę Nowa Gwinea, w jej centralnej części, z północnego zachodu na południowy wschód. Znajduje się na terytorium dwóch państw: Indonezji (prowincje Papua Górska i Papua Środkowa) i Papui-Nowej Gwinei.
Najwyższy szczyt Gór Centralnych (w paśmie Gór Śnieżnych) – Puncak Jaya (4884 m n.p.m.), będąc wyższym od Góry Kościuszki (położonej w kontynentalnej Australii), bywa zaliczany do Korony Ziemi jako najwyższy szczyt Australii i Oceanii, a także jest on najwyższym szczytem Indonezji.

## Geografia i geologia
Góry zbudowane są z mezozoicznych wapieni i piaskowców, w południowo-wschodniej części również z łupków krystalicznych prekambryjskich i paleozoicznych.
Powyżej 1500 m n.p.m. panuje górska odmiana klimatu równikowego, ponad 1800 m n.p.m. – klimat umiarkowany, powyżej 3000 m n.p.m. – klimat wysokogórski.
Opady są obfite – do 6000 mm w wyższych partiach gór. W górach mają źródła wszystkie największe rzeki na Nowej Gwinei: Mamberamo, Fly, Sepik, Ramu i Digul.
Najwyższe pasmo – Góry Śnieżne pokryte jest lodowcami.

## Podział

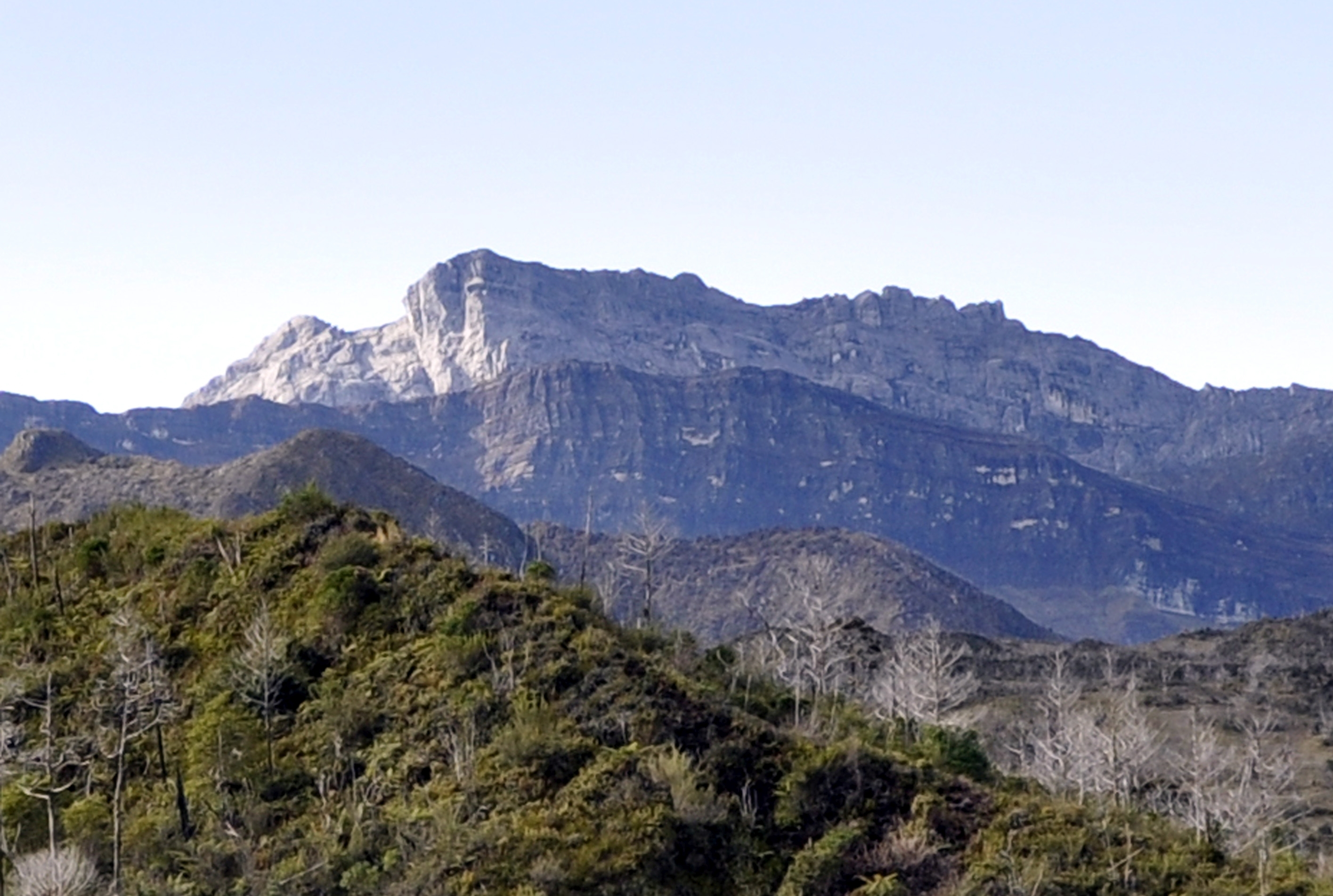
Puncak Trikora

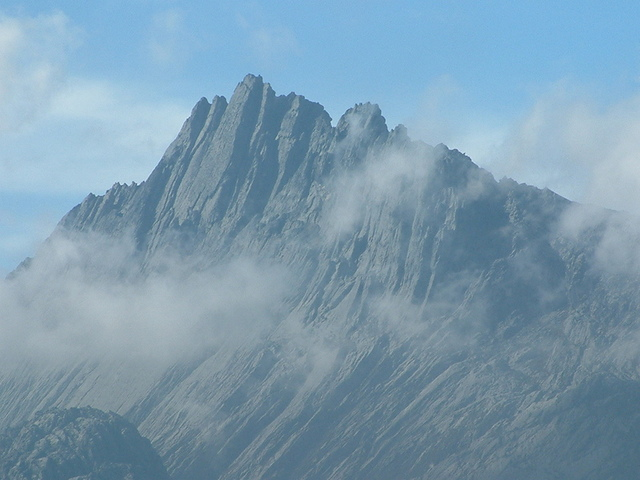
Puncak Jaya

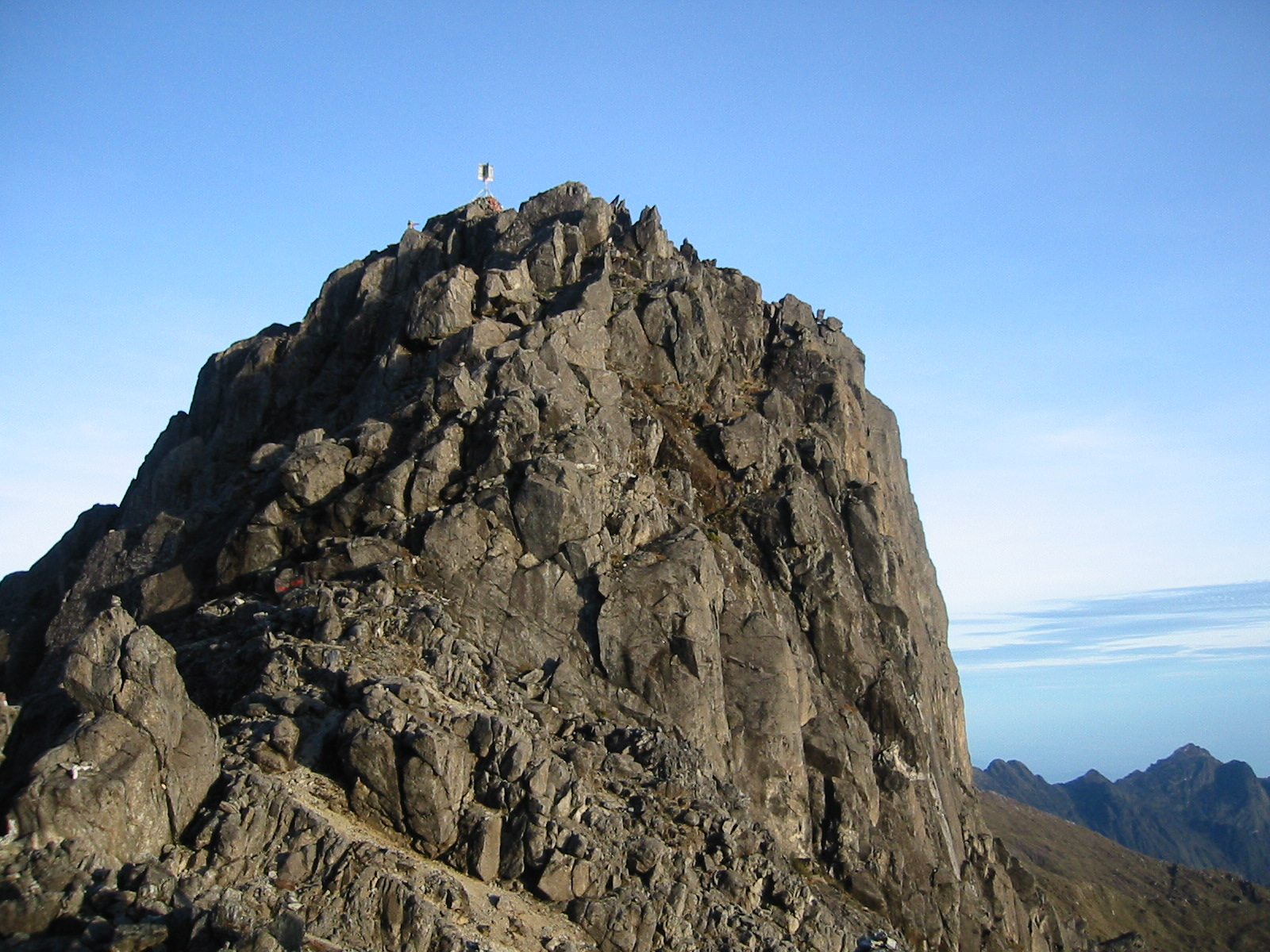
Góra Wilhelma

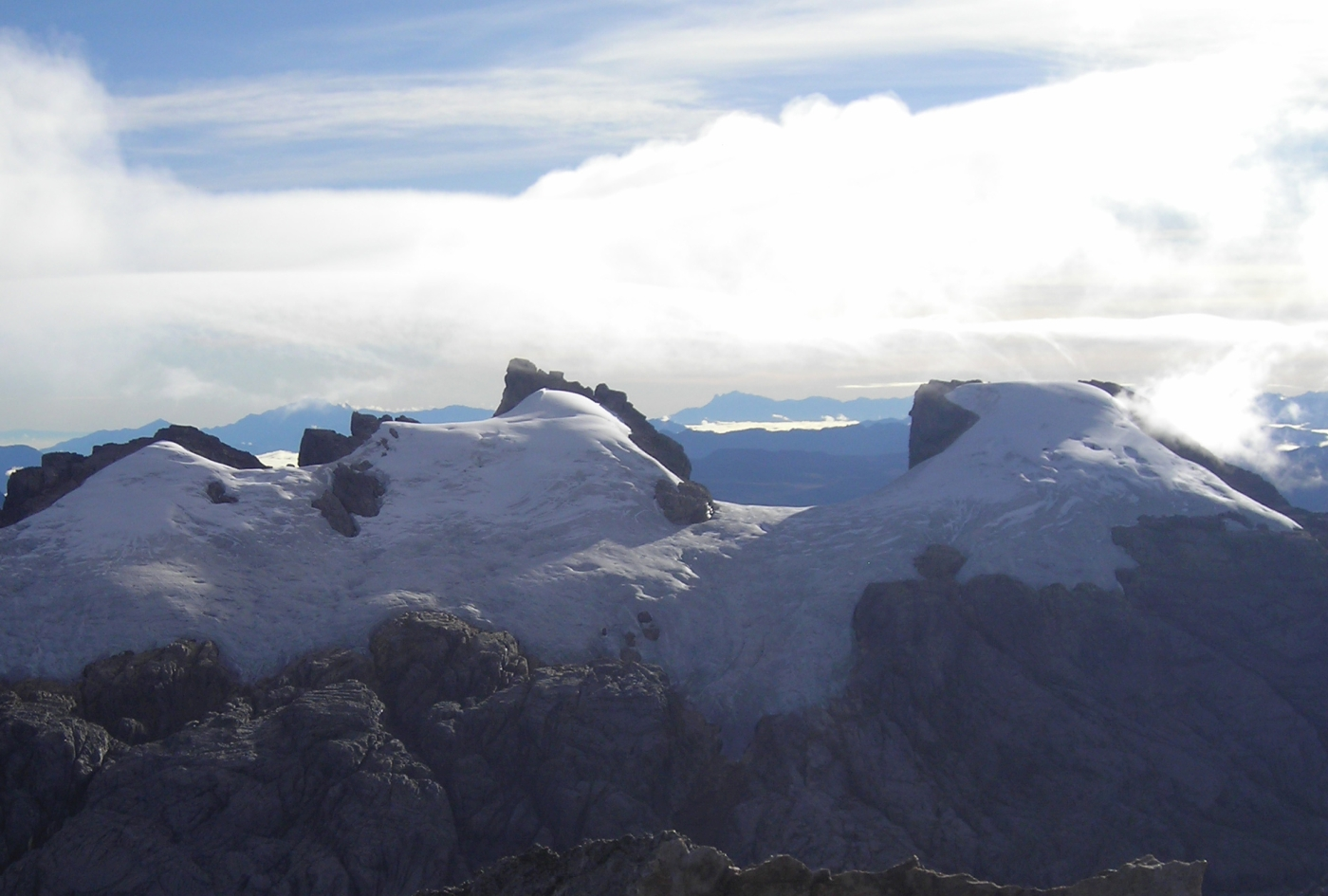
Na wprost Sumantri, na prawo Ngga Pulu

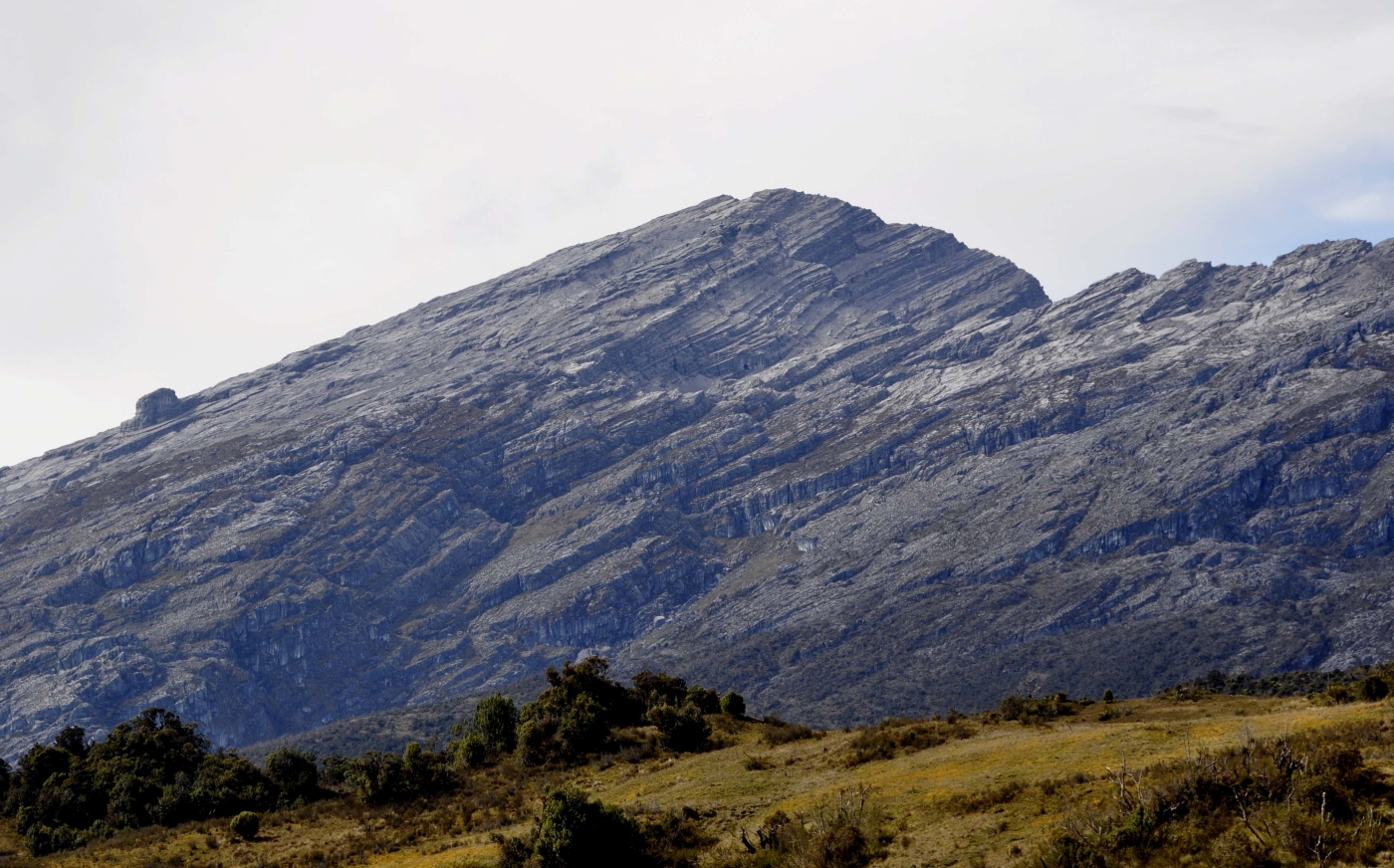
Puncak Mandala

Góry Centralne dzielą się na kilkadziesiąt pasm górskich, w części nienazwanych.
Głównymi pasmami (z północnego zachodu w kierunku południowego wschodu) są:
- Góry Śnieżne położone w całości w indonezyjskiej części Nowej Gwinei. Dzielą się na dwa mniejsze pasma: zachodnie Sudirman (najwyższy szczyt Puncak Jaya – 4884 m n.p.m.) i wschodnie Jayawijaya (najwyższe szczyty Puncak Mandala – 4760 m n.p.m., Puncak Trikora – 4750 m n.p.m.)[4][5][6]

- Star Mountains na granicy Papui-Nowej Gwinei z indonezyjską prowincją Papua (najwyższy szczyt Mount Antares – 4170 m n.p.m. w Indonezji) z bocznym pasmem w Papui-Nowej Gwinei – Góry Wiktora Emanuela (najwyższy szczyt Mount Wamtakin – 3658 m n.p.m.)[7]
- Góry Bismarcka (najwyższy szczyt Góra Wilhelma – 4509 m n.p.m.)[8]
- Góry Owena Stanleya (najwyższy szczyt Mount Victoria – 4073 m n.p.m.)

## Najwyższe szczyty
Istnieją duże rozbieżności w podawaniu wysokości szczytów. Wiąże się to z tym, że góry są słabo zbadane i następuje szybkie topnienie lodowców w Górach Śnieżnych. Pierwsze pomiary szczytów miały miejsce, kiedy na większości z nich znajdowały się lodowce (ich wysokość była mierzona wraz z pokrywą lodową). Do połowy XX wieku najwyższym szczytem był Ngga Pulu w masywie Jaya. Jednak po stopnieniu lodowca na jego szczycie wyższym okazał się Puncak Jaya. Podobnie wygląda sytuacja, jeżeli chodzi o szczyty Puncak Mandala i Puncak Trikora: ich wysokości są w źródłach podawane bardzo różnie, podobnie jak kolejność na liście najwyższych szczytów. Wiąże się to również z topnieniem czapy lodowej na ich szczytach. W niektórych źródłach nie podaje się szczytów znajdujących się w masywie Jaya, gdyż nie są to samodzielne masywy górskie.
Oto 10 najwyższych szczytów Gór Centralnych:
|    | Nazwa                       | Wysokość (m) | Pasmo                     | Państwo                    |
| -- | --------------------------- | ------------ | ------------------------- | -------------------------- |
| 1  | Puncak Jaya                 | 4884         | Sudirman / Góry Śnieżne   | Indonezja (Papua Środkowa) |
| 2  | Sumantri (masyw Jaya)       | 4870         | Sudirman / Góry Śnieżne   | Indonezja (Papua Środkowa) |
| 3  | Ngga Pulu (masyw Jaya)      | 4862         | Sudirman / Góry Śnieżne   | Indonezja (Papua Środkowa) |
| 4  | Carstensz East (masyw Jaya) | 4820         | Sudirman / Góry Śnieżne   | Indonezja (Papua Środkowa) |
| 5  | Puncak Mandala              | 4760         | Jayawijaya / Góry Śnieżne | Indonezja (Papua Górska)   |
| 6  | Puncak Trikora              | 4750         | Jayawijaya / Góry Śnieżne | Indonezja (Papua Górska)   |
| 7  | Ngga Pilimsit               | 4717         | Sudirman / Góry Śnieżne   | Indonezja (Papua Środkowa) |
| 8  | Yamin                       | 4540         | Jayawijaya / Góry Śnieżne | Indonezja (Papua Górska)   |
| 9  | Cornelis Speelman Mts       | 4540         | Jayawijaya / Góry Śnieżne | Indonezja (Papua Górska)   |
| 10 | Góra Wilhelma               | 4509         | Góry Bismarcka            | Papua-Nowa Gwinea          |